# Cmentarzysko na Śródce w Poznaniu
Cmentarzysko na Śródce w Poznaniu – wczesnośredniowieczne cmentarzysko szkieletowe zlokalizowane w Poznaniu na terenie Śródki.

## Historia i położenie
Cmentarzysko zostało wybudowane w miejscu opuszczonej w końcu X lub na przełomie X i XI wieku, z nieznanych przyczyn, osady na prawym brzegu Warty i służyło jako nekropolia dla mieszkańców grodu na Ostrowie Tumskim. Relikty zabudowań osady zlikwidowano, teren splantowano i pokryto warstwą jednolitego, żółtego piasku o grubości 0,3–0,4 metra (pierwotnie była ona zapewne grubsza). Tak szeroko zakrojone prace świadczą o tym, że cmentarz założono oficjalnie, prawdopodobnie z nadania władcy. Nekropolia z czasem rozrastała się i zajęła obszar od stoków ówczesnego ujścia Cybiny (obecnie ulice Wyszyńskiego i Św. Jacka) po północną pierzeję późniejszego Rynku Śródeckiego i ulicę Filipińską. Teren ten obejmowałby w przybliżeniu około jednego hektara, a jego wymiary to 120–130 metrów na linii północ–południe i 70–80 metrów na linii wschód-zachód.

## Charakter i wyposażenie grobów
Do 2014, kiedy to przeprowadzono szeroko zakrojone prace wykopaliskowe, odkryto łącznie 431 pochówków na powierzchni 695 m², ale liczba ta nie jest ostateczna. Groby znajdowały się na głębokości 1,25–2,9 metra, a pochówki starsze były często zastępowane nowszymi i ulegały destrukcji (najczęściej spotkano od 3 do 5 warstw pochówków w jednym grobie). Takie nagromadzenie szczątków charakterystyczne jest dla nekropolii ograniczonych ogrodzeniem, towarzyszących obiektom sakralnym. Groby były prawdopodobnie oznaczane na powierzchni, np. za pomocą palików lub kopczyków.
Zmarłych chowano najczęściej w pozycji wyprostowanej, z głową skierowaną na zachód. Zdarzały się anomalie od takiego ułożenia – niektóre z nich miały zapewne charakter antywampiryczny. Najciekawszy pod tym względem był grób nr 166, w którym zmarłemu wyłamano kości lewego barku i przesunięto je na prawą stronę klatki piersiowej. Wyłamano mu też żuchwę i umieszczono ją pod prawym ramieniem, co miało prawdopodobnie uniemożliwić mu kąsanie po śmierci. W grobie nr 192 znaleziono ślady poprawnej trepanacji czaszki ze śladami zagojenia, świadczące o dużych umiejętnościach grodowych lekarzy.
Cmentarzysko śródeckie wyróżnia się zastosowaniem bardzo różnorodnych drewnianych (głównie sosnowych) konstrukcji grobowych, których resztki dochowały się w 60% jam grobowych. Były to zarówno proste deski, czworokątne szalunki, jak i pełne skrzynie. Odkryto nawet pozostałości wydrążonej z jednego pnia kłody. Obstawy zamożniejszych grobów wykonywano także z otoczaków.
Przy grobach znaleziono też resztki świadczące o paleniu rytualnych ognisk w obrębie jam grobowych lub przy nich, co zakorzenione było jeszcze w tradycji przedchrześcijańskiej.
Zmarłym towarzyszyły różnego rodzaju przedmioty, przy czym w części wschodniej cmentarzyska wyposażenia było nieco więcej. Były to m.in.: noże, osełki, haczyki, krzesiwa, przęśliki, kabłączki, paciorki, pierścionki, kaptorgi, gliniane naczynia, monety (zwłaszcza denary krzyżowe), a także szczątki zwierzęce, np. świńskie żuchwy. Z ciekawszych monet odkopanych na cmentarzysku wymienić należy follisa miedzianego Nicefora II Fokasa, połówkę dirhema arabskiego, czy niecałe 40 sztuk zbitych w rulon brakteatów wielkopolskich z przełomu XII i XIII wieku.
Do najciekawszych należą groby nr 7 i 10, należące do kobiet w wieku odpowiednio 14–15 i 20–25 lat, bogato wyposażone w ozdoby, kabłączki skroniowe, a pierwsza z nich w pozostałości lnianej szaty grobowej. Przy drugiej znaleziono kościany przedmiot z otworem do wieszania w rękojeści i z dwoma wystającymi żelaznymi kolcami. Jeśli przyjąć, że był to widelec, to byłby to najstarszy tego typu przedmiot znaleziony na ziemiach polskich. Podczas wykopalisk w 2017 odkopano grób z ciałem przeciętym na pół i odciętą głową (być może osoby poćwiartowanej) oraz pochówki nowożytne z przełomu XVII i XVIII wieku, łączone z epidemią dżumy w Poznaniu.

## Funkcjonowanie
Cmentarz funkcjonował przez około 200–250 lat, począwszy od końca X wieku (lub trochę później) do najpóźniej początku XIII wieku (w XII wieku pochówki przeniesiono na Zagórze w związku z ufundowaniem tam kościoła św. Mikołaja). Służył na pewno mieszkańcom grodu na Ostrowie Tumskim, ale prawdopodobnie chowano tu też ludzi ze Śródki i Ostrówka. Z czasem zabudowa tych dwóch miast pochłonęła teren nekropolii. Na szczątki ludzkie natrafiano przy okazji budów lub remontów kamienic. W 1871, podczas budowy kamienicy na Rynku Śródeckim 1, odkryto sklepione pomieszczenie, w którym znajdowała się cała sterta ludzkich szkieletów.

## Znaczenie
Paweł Pawlak, archeolog prowadzący wykopaliska, twierdzi że badany [...] obiekt był jednym z pierwszych cmentarzy chrześcijańskich w państwie wczesnopiastowskim. Powstał w niedalekim czasie od przyjęcia chrztu. Uważamy, że akt ten mógł wyrażać wolę nowoochrzczonego władcy i kształtującej się organizacji kościelnej.